# Northrop Grumman E-10 MC2A
Northrop Grumman E-10 MC2A – niezrealizowany projekt amerykańskiego, wielosensorowego samolotu, mającego w zamierzeniach konstruktorów zastąpić używane przez United States Air Force maszyny typu Boeing E-3 Sentry, Northrop Grumman E-8 Joint STARS, Boeing RC-135 i Boeing E-4.

## Historia
Na początku obecnego stulecia Departament Obrony Stanów Zjednoczonych rozpoczął program, mający na celu ujednolicenie floty samolotów kontroli obszaru powietrznego, dowodzenia, komunikacji i rozpoznania. Na bazie płatowca Boeing 767-400ER miała powstać konstrukcja, łącząca w sobie możliwości powietrznego stanowiska dowodzenia samolotu Boeing E-4, samolotu wczesnego ostrzegania i dozoru przestrzeni powietrznej Boeing E-3 Sentry, samolotu rozpoznania pola walki i dowodzenia Northrop Grumman E-8 Joint STARS oraz samolotu rozpoznania elektronicznego Boeinga RC-135. Nowy samolot otrzymał wstępne oznaczenie E-10 MC2A, czyli Multi-Sensor Command and Control Aircraft (MC2A) - wielosensorowy samolot dowodzenia i kontroli. Plany budowy E-10 zakładały stopniowe dochodzenie do całego spektrum możliwości, jakie posiadały wszystkie mające ulec zastąpieniu samoloty. Pierwszym etapem miała być instalacja systemów odzwierciedlających możliwości systemu Joint STARS, w dalszej kolejności AWACS, a na końcu systemów pozwalających realizować zadania rozpoznania elektromagnetycznego (SIGINT/ELINT). Sercem systemu kontroli przestrzeni powietrznej miał być wielofunkcyjny radar produkcji Northrop Grumman Electronic Systems (będącego częścią koncernu Northrop Grumman), Multi-role Electronically Scanned Array (MESA), który znalazł swoje zastosowanie w samolocie Boeing 737 AEW&C. W 2003 roku Northrop Grumman, Boeing oraz Raytheon tworzące zespół mający stworzyć E-10 MC2A, wygrały kontrakt na rozpoczęcie fazy rozwoju i demonstracji systemu (SDD - System Development and Demonstration). Boeing miał dostarczyć płatowiec Boeing 767-400E, oznaczony wstępnie jako E-10A TDP (Technology Development Program), na którym zamierzano zainstalować wymagane wyposażenie. Na początku 2006 roku siły powietrzne wstrzymały finansowanie fazy SDD, aby w lutym 2007 roku, w ramach cięć budżetowych i szukania oszczędności w programach wojskowych, ostatecznie zakończyć program.